# Jens-Peter Bonde
Pour les articles homonymes, voir Bonde.

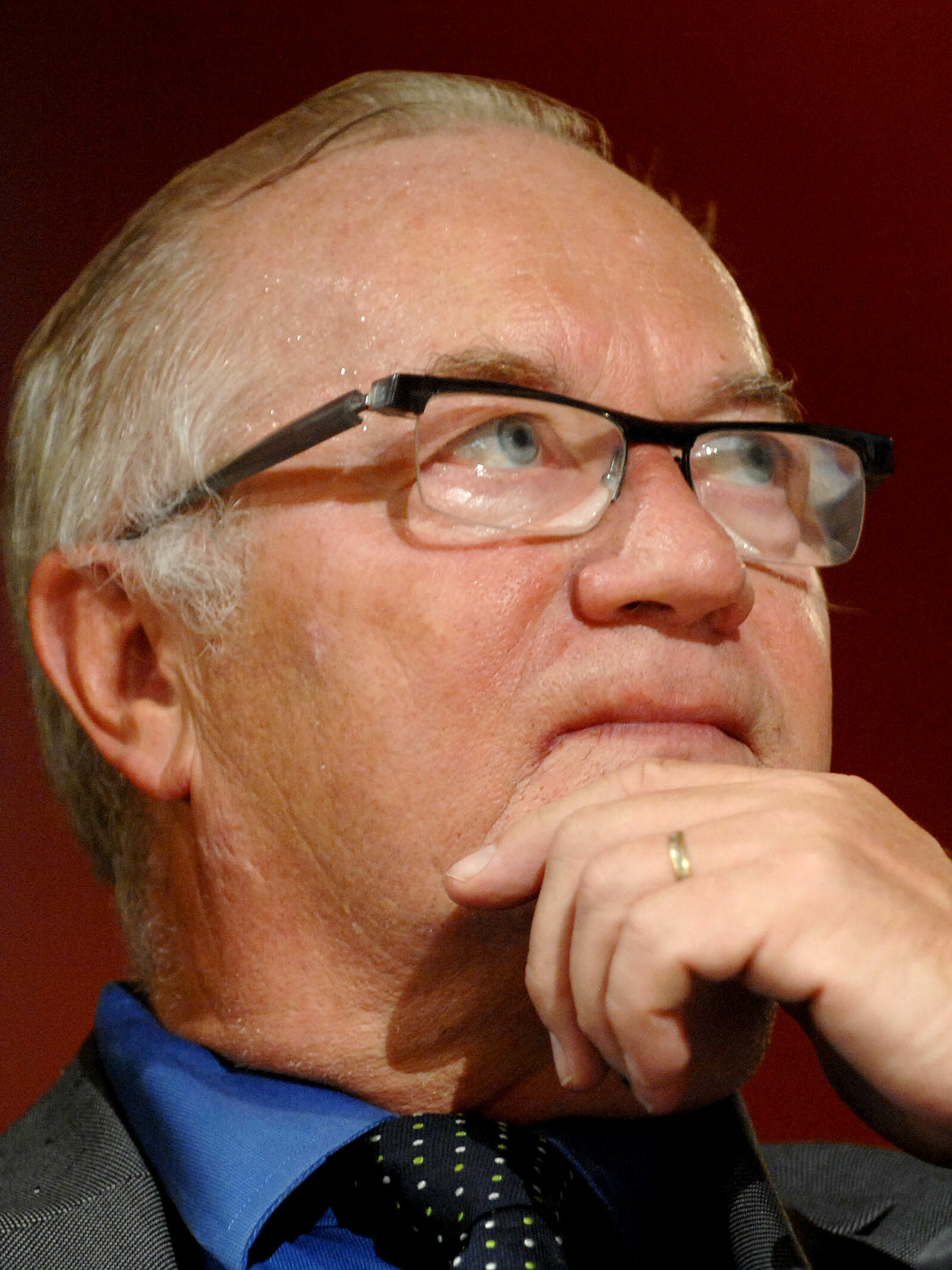
Jens-Peter Bonde, politicien danois

Jens-Peter Bonde, né le 27 mars 1948 à Åbenrå au sud du Danemark, et mort le 4 avril 2021 à Frederiksværk, est un homme politique eurosceptique danois.

## Biographie
Après des études en sciences sociales à l'Université d'Aarhus, Jens-Peter Bonde travaille à partir de 1972 pour le magazine danois NOTAT. Cette même année, il cofonde le Mouvement populaire contre la CEE, alors que son pays s'apprête à adhérer à la Communauté économique européenne. En 1974, il cofonde le magazine danois Det ny Notat, dont il devient l'éditeur en 1979.
En 1979, lors des premières élections européennes, il est élu député européen à la tête du Mouvement populaire contre la CEE. Il siège alors au sein du groupe de la coordination technique pour la défense des groupes et membres indépendants. Il est réélu lors des élections européennes de 1984 et de 1989, lors de ces deux législatures il siège au sein des groupes Arc-en-ciel (1984-1989) et Arc-en-ciel (1989-1994).
En 1993, il quitte le Mouvement populaire contre la CEE pour fonder le Mouvement de juin. C'est à la tête de ce nouveau mouvement qu'il est de nouveau élu lors des élections européennes de 1994. Durant cette législature, il siège consécutivement au sein du groupe pour l'Europe des nations, puis en tant que non-inscrit et enfin au groupe Indépendants pour l'Europe des nations, qu'il préside alors. Réélu en 1999 et 2004, il mène alors les groupes pour l'Europe des démocraties et des différences et Indépendance/Démocratie.
Il participe en 2005 à la création du parti politique européen EUDemocrats, au côté de Nicolas Dupont-Aignan et de son mouvement, Debout la République. 
Il démissionne de son siège de député européen le 9 mai 2008 afin de se consacrer davantage à EUDemocrats, et est alors remplacé par la no 2 de la liste, Hanne Dahl.